# Mathilde Hain
Mathilde Hain (* 16. März 1901 in Großauheim; † 12. Januar 1983 in Neuenhain) war eine deutsche Volkskundlerin.

## Leben
Hain promovierte 1932 an der Universität in Frankfurt bei Franz Schultz in Germanistik über Das Wesen des frühexpressionistischen Dramas. 1934 legte sie das Staatsexamen in Germanistik, Anglistik und Philosophie ab. Sie ging jedoch nicht in den Schuldienst, sondern forschte beim Volkskundler Julius Schwietering. Kurz vor Kriegsende, im Februar 1945, habilitierte Hain an der Humboldt-Universität zu Berlin. Nach ihrer vom Reichserziehungsministerium geförderten Habilitation, Untersuchungen zur Volkssprache an einem oberhessischen Dorf, unterrichtete sie wieder an der Universität in Frankfurt. Dort leitete sie von 1953 bis 1968 das Institut für Deutsche Volkskunde, zunächst als apl. Professorin mit Diätdozentur ab 1962 als wissenschaftliche Rätin und Professorin.
Sie veröffentlichte mehrere Bücher zur Volks- und Sprachkunde.

## Ehrungen
- August-Gaul-Plakette der Stadt Hanau (1969)[7]